# Saburo Shinosaki
Saburo Shinosaki (篠崎 三郎 Shinosaki Saburo?) fue un futbolista japonés que se desempeñaba como delantero.
En 1940, Shinosaki jugó para la selección de fútbol de Japón.

## Trayectoria

### Clubes
| Club     | País  | Año  |
| -------- | ----- | ---- |
| Keio BRB | Japón | ???? |

### Selección nacional
| Selección | País  | Año  |
| --------- | ----- | ---- |
| Absoluta  | Japón | 1940 |

## Estadística de equipo nacional
| Selección de Japón | Selección de Japón | Selección de Japón |
| Año                | Part.              | Goles              |
| ------------------ | ------------------ | ------------------ |
| 1940               | 1                  | 0                  |
| Total              | 1                  | 0                  |

## Palmarés

### Títulos nacionales
| Título             | Club                | País  | Año  |
| ------------------ | ------------------- | ----- | ---- |
| Copa del Emperador | Universidad de Keio | Japón | 1937 |
| Copa del Emperador | Keio BRB            | Japón | 1939 |
| Copa del Emperador | Keio BRB            | Japón | 1940 |